# 大埔北
大埔北（英語：Tai Po North，代號P2）是香港大埔區議會下轄的選區，2023年改制後設立，定為雙議席選區。

## 範圍
現時選區包括林村河以北的大埔新市鎮及鄉郊範圍（不包括太和邨及寶雅苑）、大埔中心第三期、大埔公路－大窩段以北的大埔鄉郊範圍、大窩西支路以東的大埔鄉郊範圍及西貢北，與其接壤的選區有大埔南、北區區議會的蝴蝶山、紅花嶺選區、沙田區議會的沙田東、沙田北選區、西貢區議會的西貢及坑口選區。
投票站設有十九個，分別位於新界婦孺福利會梁省德學校、香港紅卍字會大埔卍慈中學、大埔舊墟公立學校、大元社區會堂、富亨鄰里社區中心、富善社區會堂、香港道教聯合會圓玄學院第二中學、太和鄰里社區中心、大埔三育中學、九龍坑公立育賢學校、康樂園鄉村俱樂部、孔教學院大成何郭佩珍中學、大美督村公所、船灣詹屋村村公所、船灣聯村村公所、香港浸信會神學院、北潭涌西貢郊野公園遊客中心、塔門鄉公所。

## 沿革
2023年香港選舉改革將區議會所有單議席選區取消，大埔定為兩個雙議席選區，共選出四席民選議員。大埔北選區由原有單議席的大埔中、富明新、舊墟及太湖、頌汀、大元、怡富、富亨、康樂園、船灣、西貢北選區合併而成。
2023年區議會選舉，估算人口有159,024人，選民有96,663人，吸引到六人參選。

## 歷屆選舉結果
| 政党   | 政党   | 候选人    | 票数  | %      | ± |
| ------ | ------ | --------- | ----- | ------ | - |
|        | 新民黨 | ①. 劉文杰 | 4,055 | 17%    |   |
|        | 獨立   | ②. 吳振輝 | 472   | 1.98%  |   |
|        | 獨立   | ③. 駱小鸞 | 4,724 | 19.81% |   |
|        | 民建聯 | ④. 胡綽謙 | 7,800 | 32.71% |   |
|        | 獨立   | ⑤. 葉偉兒 | 2,591 | 10.86% |   |
|        | 工聯會 | ⑥. 吳尉行 | 4,206 | 17.64% |   |
| 多数票 | 多数票 | 多数票    | 3,076 |        |   |

## 資料來源
1. ↑   (PDF).   [2023年8月23日]. （原始内容 (PDF)存档于2023年8月5日） （繁体中文）.
2. ↑   (PDF).   [2023年11月17日]. （原始内容 (PDF)存档于2023年12月3日）.
3. ↑   (PDF). 選舉管理委員會. 2023-07-11  [2023-08-23].[]
4. ↑   (PDF).   [2023-11-19]. （原始内容存档 (PDF)于2023-11-16）.
5. ↑   (PDF).   [2023-08-23]. （原始内容存档 (PDF)于2023-08-06）.
6. ↑   (PDF).   [2023-11-17]. （原始内容存档 (PDF)于2023-12-03）.